# Volo Air France 117
Il volo Air France 117 era un volo passeggeri di linea internazionale da Parigi, in Francia, a Santiago del Cile, in Cile, con scali intermedi a Lisbona (Portogallo), Santa Maria (Azzorre, Portogallo) Pointe-à-Pitre (Guadalupa, Francia), Caracas (Venezuela) e Lima (Perù). Il 22 giugno 1962, un Boeing 707-320 operante il volo si schiantò su una collina a Dos D'Ane, 25 chilometri a Ovest-Nord-Ovest di Pointe-à-Pitre, durante l'avvicinamento all'isola di Guadalupa. Tutti i 113 a bordo perirono nello schianto.

## L'aereo
Il velivolo coinvolto era un Boeing 707-328, marche F-BHST, numero di serie 18247, numero di linea 274. Volò per la prima volta il 23 febbraio 1962 e venne consegnato ad Air France pochi giorni dopo, il 9 marzo. Era alimentato da 4 motori turbogetto Pratt & Whitney JT4A. Al momento dell'incidente, l'aereo aveva poco più di 3 mesi.

## L'equipaggio
Il comandante era il 42enne André Lesieur, uno dei più esperti della compagnia francese. Era un pilota decorato della seconda guerra mondiale. Entrò in Air France nel 1946 e, al momento dell'incidente, aveva accumulato più di 15 000 ore di esperienza di volo, delle quali 1 800 su Boeing 707. Pilotò più volte l'aereo presidenziale francese durante i viaggi del generale Charles de Gaulle, incluso quello negli Stati Uniti e in Canada nell'aprile del 1960.

## L'incidente
Il volo proseguì senza incidenti fino all'avvicinamento a Pointe-à-Pitre; l'aeroporto è circondato da montagne e richiede una ripida discesa, le condizioni meteorologiche erano pessime, un violento temporale imperversava nell'area e la base delle nubi era molto bassa.
Il faro di navigazione (VOR) era fuori servizio. L'equipaggio riferì di trovarsi sopra il faro non direzionale (NDB) a 5 000 piedi (1 500 m) e virò verso Est per iniziare la parte finale dell'avvicinamento. A causa delle indicazioni errate dell'Automatic Direction Finder (ADF) causate dal temporale, l'aereo si allontanò di 15 km verso Ovest dal normale sentiero di discesa. Il Boeing si schiantò in una foresta su una collina chiamata Dos D'Ane ("Schiena dell'asino"), a circa 1 400 piedi (430 m) di altitudine, ed esplose. Non ci furono sopravvissuti. Tra le vittime c'erano il politico francese della Guyana ed eroe di guerra Justin Catayée e il poeta e attivista Paul Niger.

## Le indagini
L'indagine non fu in grado di determinare il motivo esatto dell'incidente, ma venne ipotizzato che le informazioni meteorologiche insufficienti fornite all'equipaggio, il guasto dell'attrezzatura di terra o gli effetti atmosferici sull'indicatore ADF potessero aver contribuito al verificarsi del disastro. Dopo l'incidente, i piloti Air France criticarono gli aeroporti sottosviluppati e mal equipaggiati per la gestione di aeromobili a reazione, come quello della Guadalupa.
Questo fu il secondo incidente in meno di tre settimane per la compagnia, dopo quello del volo Air France 007 avvenuto il 3 giugno 1962. Tex Johnston, capo collaudatore di Boeing Aircraft, scrisse nella sua autobiografia degli eventi che portarono allo schianto. "Gli equipaggi di Air France erano abitualmente in ritardo riguardo l'addestramento e in alcune occasioni gli aerei non venivano revisionati. [...] Dopo un addestramento addirittura eccessivo, il pilota in comando non era ancora qualificato". Tex scrisse all'amministratore delegato di Air France "non credo che il comandante fosse qualificato per pilotare un 707. [...] Nel suo secondo viaggio da comandante, ha fallito un avvicinamento e si è schiantato contro una montagna".
Alcuni detriti rimangono ancora nel sito dell'impatto, dove nel 2002 è stato collocato un monumento commemorativo per celebrare il 40º anniversario dell'incidente. La strada che conduce al sito è chiamata Route du Boeing in memoria dell'incidente.